# 제1차 기시 내각
제1차 기시 내각(일본어: 第1次岸内閣)은  기시 노부스케가 제56대 내각총리대신으로 임명되어, 1957년 2월 25일부터 1957년 7월 10일까지 존재한 일본의 내각이다.

## 개요
전임 총리였던 이시바시 단잔이 취임한 지 얼마되지 않은 1957년 초에 건강이 나빠지면서 뇌연화증이라는 진단을 받은 뒤 곧바로 요양 생활에 들어가 통상국회 심의에 참석 자체가 불가능하다는 이유로 이시바시 내각이 총사직을 한 것에 따라 후계 총리는 외무대신인 기시 노부스케가 내각총리대신 지명 선거를 통해 내각 조성을 했다.
국무대신으로서 1956년의 자유민주당 총재 선거에서 3위를 차지한 이시이 미쓰지로를 새로 입각시킨 것을 제외하고는 이시바시 내각의 각료들을 그대로 이어받은 내각이다.

## 각료
- 내각총리대신 - 기시 노부스케
- 국무대신(부총리) - 이시이 미쓰지로(부총리는 1957년 5월 20일부터)
- 법무대신 - 나카무라 우메키치
- 외무대신 - 기시 노부스케(겸무)
- 대장대신 - 이케다 하야토
- 문부대신 - 나다오 히로키치
- 후생대신 - 간다 히로시
- 농림대신 - 이데 이치타로
- 통상산업대신 - 미즈타 미키오
- 운수대신 - 미야자와 다네오
- 우정대신 - 히라이 다로
- 노동대신 - 마쓰우라 슈타로
- 건설대신, 수도권정비위원회 위원장 - 난조 도쿠오
- 행정관리청 장관, 국가공안위원회 위원장 - 오쿠보 도메지로
- 홋카이도 개발청 장관 - 가와무라 마쓰스케 ／ 가지마 모리노스케(1957년 4월 30일 ~ )
- 자치청 장관 - 다나카 이사지
- 방위청 장관 - 고다키 아키라
- 경제기획청 장관, 과학기술청 장관 - 우다 고이치
- 내각관방장관 - 이시다 히로히데
  - 내각법제국 장관 - 하야시 슈조
  - 내각관방부장관(정무) - 기타자와 나오키치
  - 내각관방부장관(사무) - 다나카 에이이치

## 정무 차관
이시바시 내각의 정무 차관들은 그대로 유임되었다.
- 법무 정무 차관 - 마쓰다이라 이사오
- 외무 정무 차관 - 이노우에 세이이치
- 대장 정무 차관 - 아다치 도쿠로
- 문부 정무 차관 - 이나바 오사무
- 후생 정무 차관 - 나카가키 구니오
- 농림 정무 차관 - 야기 이치로
- 통상 산업 정무 차관 - 하세가와 시로
- 운수 정무 차관 - 후쿠나가 가즈오미
- 우정 정무 차관 - 이토 이와오
- 노동 정무 차관 - 이요쿠 요시오
- 건설 정무 차관 - 오자와 규타로
- 행정 관리 정무 차관 – 구스미 세이고
- 홋카이도 개발 정무 차관 - 나카야마 에이이치
- 자치 정무 차관 - 가토 세이조
- 방위 정무 차관 - 다카하시 히토시
- 경제 기획 정무 차관 - 이무라 도쿠지
- 과학 기술 정무 차관 – 아키타 다이스케

## 참고 문헌
- 하타 이쿠히코 편 《일본 관료제 종합 사전 : 1868 ~ 2000》(도쿄 대학 출판회, 2001년)